# Bodo Kuhn
Bodo Kuhn (* 9. August 1967 in Miltenberg) ist ein ehemaliger deutscher Leichtathlet. Er nahm an den Olympischen Spielen 1988 in Seoul teil und gewann mit der 4-mal-400-Meter-Staffel eine Bronzemedaille. Er arbeitet heute als Physiotherapeut in Tauberbischofsheim.

## Leben
Bodo Kuhn wuchs in Schneeberg (Unterfranken) auf. Er gewann in seiner aktiven Zeit als Läufer mehrfach bei den Hessischen, Süddeutschen und Deutschen Meisterschaften sowie eine Militärweltmeisterschaft. Bodo Kuhn war von 1986 an bis zu seinem verletzungsbedingten Ausscheiden 1992 Mitglied der deutschen Leichtathletiknationalmannschaft.
Nach dem Ende seiner sportlichen Karriere absolvierte er eine Ausbildung zum Physiotherapeuten und arbeitete dann von 1994 bis 2002 als Betreuer der Fechtmannschaft im Olympiastützpunkt Tauberbischofsheim. Er betreibt heute eine eigene Praxis für Physiotherapie, arbeitet als Personal-Trainer und bietet Laufseminare an.

## Olympische Spiele 1988
Bodo Kuhn verzichtete auf den Start in den 400-Meter-Einzelwettbewerben und konzentrierte sich auf die 4-mal-400-Meter-Staffel. Er erzielte im Vorlauf eine Zeit von 3:03,09 min, zusammen mit Mark Henrich, Jörg Vaihinger und Ralf Lübke. Im Endlauf kamen Kuhn und Henrich nicht mehr zum Einsatz. Die Staffel, bestehend aus Vaihinger und Lübke, sowie Norbert Dobeleit und Edgar Itt, gewann in 3:00,56 min die Bronzemedaille.

## Bestzeiten
- 400 Meter: 45,77 s[2]
- 800 Meter: 1:46,32 s[3]